# Pipreola
Pipreola – rodzaj ptaków z podrodziny owocojadów (Pipreolinae) w rodzinie bławatnikowatych (Cotingidae).

## Występowanie
Rodzaj obejmuje gatunki występujące w Ameryce Południowej.

## Zasięg występowania
Długość ciała 12–23 cm; masa ciała 28–128 g.

## Systematyka

### Etymologia
- Pipreola: rodzaj Pipra Linnaeus, 1764 (gorzyk); łac. przyrostek zdrabniający -ola[6].
- Euchlornis: gr. ευχλωρος eukhlōros „zielonawy”, od ευ eu „ładny”; χλωρος khlōros „jasnozielony”; ορνις ornis, ορνιθος ornithos „ptak”[7]. Gatunek typowy: Ampelis riefferii Boissonneau, 1840.
- Pyrrhorhynchus: gr. πυρρος purrhos „czerwony”, od πυρ pur, πυρος puros „ogień”; ῥυγχος rhunkhos „dziób”[8]. Gatunek typowy: Pipreola intermedia Taczanowski, 1884.

### Podział systematyczny
Do rodzaju należą następujące gatunki:
- Pipreola formosa (Hartlaub, 1849) – owocojad wenezuelski
- Pipreola chlorolepidota Swainson, 1838 – owocojad malutki
- Pipreola frontalis (P.L. Sclater, 1859) – owocojad płomienny
- Pipreola arcuata (Lafresnaye, 1843) – owocojad prążkowany
- Pipreola riefferii (Boissonneau, 1840) – owocojad łuskowany
- Pipreola intermedia Taczanowski, 1884 – owocojad pręgosterny
- Pipreola whitelyi Salvin & Godman, 1884 – owocojad obrożny
- Pipreola aureopectus (Lafresnaye, 1843) – owocojad złotobrzuchy
- Pipreola lubomirskii Taczanowski, 1879 – owocojad czarnolicy
- Pipreola jucunda P.L. Sclater, 1860 – owocojad złotopierśny
- Pipreola pulchra (Hellmayr, 1917) – owocojad złotoszyi